# Ziya Alkurt
Ziya Alkurt (* 26. September 1990 in Şalpazarı) ist ein  türkischer Fußballspieler.

## Karriere
Alkurt begann mit dem Vereinsfußball 2002 in der Jugend von Trabzon Aydınlıkevler SK und durchlief später die Jugendmannschaften von Akçaabat Sebatspor und Beşikdüzüspor. 2009 wechselte er als Profispieler zum Viertligisten Sürmenespor und spielte die nachfolgende Spielzeit für diesen Verein. 2010 wechselte er zum Drittligisten Trabzon Karadenizspor, der Zweitmannschaft Trabzonspors. Nach einer halbjährigen Tätigkeit bei Beşikdüzüspor heuerte er im Frühjahr 2012 beim Viertligisten Bayrampaşaspor an. Mit diesem Verein erreichte er zum Saisonende den Playoffsieg der TFF 3. Lig und damit den Aufstieg in die TFF 2. Lig.
Zur Saison 2013/14 wechselte er in die TFF 1. Lig zum Absteiger Orduspor. In der Winterpause 2014/15 verließ er diesen Verein Richtung Ligarivalen Giresunspor. Nach einer halben Saison bei Giresunspor wechselte er im Sommer 2015 zum Zweitligavertreter seiner Heimatstadt Trabzon, zu 1461 Trabzon. Mit dieser Mannschaft konnte er die Klasse nicht halten. 
Zur Saison 2016/17 wechselte er zu Denizlispor. In seiner ersten Saison wurde er mit neun Toren in 33 Spielen bester Torschütze der Mannschaft. Die darauffolgende Saison 2017/18 schloss er mit sieben Toren in 28 Einsätzen ab. Im dritten Jahr erzielte er zehn Tore. Mit Denizlispor konnte er die Meisterschaft der TFF 1. Lig 2018/19 und den Aufstieg in die Süper Lig feiern.

## Erfolge
Mit Bayrampaşaspor
- Playoff-Sieger der TFF 3. Lig und Aufstieg in die TFF 2. Lig: 2011/12

Mit Denizlispor
- Meister der TFF 1. Lig und Aufstieg in die Süper Lig: 2018/19